# Golf de Gènova
El golf de Gènova és el nom amb què es coneix la part més septentrional de la mar Lígur, a la costa italiana de la Ligúria. Aquest golf italià té uns 145 km d'amplada.El seu centre l'ocupa la ciutat de Gènova, que li dona nom i li confereix una gran activitat naviliera, donada la importància que ostenta el seu port, un dels principals de tota la Mediterrània.
A l'època romana fou conegut com el Ligusticus Sinus.